# Assenoncourt
Assenoncourt é uma comuna francesa na região administrativa de Grande Leste, no departamento de Mosela. Estende-se por uma área de 16,69 km². Em 2010 a comuna tinha 120 habitantes (densidade: 7,2 hab./km²).